# 1330

## Události
- Sňatek moravského markraběte Jana Jindřicha Lucemburského (1322 – 1375) s dědičkou Tyrolska Markétou Menhardovskou (1318 – 1369).
- 23. července – Ludvík IV. Bavor udělil městská práva hesenskému Darmstadtu.
- 25. července – rezignace vzdoropapeže Mikuláše V.
- 6. srpna – tajná smlouva v Hagenau mezi Ludvíkem Bavorem a Habsburky o rozdělení tzv. korutanského dědictví. Smlouva byla uplatněna 2. května 1335.
- 16. září – Jindřich Korutanský se při příležitosti svatby své dvanáctileté dcery Markéty Maultasch s devítiletým Janem Jindřichem vzdal dosud užívaného titulu český král.
- 19. října – král Eduard III. se osobně chopil moci, samostatnou vládu započal popravou svého regenta Rogera Mortimera.
- 9. listopadu – bitva u Posady: Valaši, vedení Basarabem I., porazili Uhry, ač byli těžce přečísleni.
- Listopad – začátek tzv. italské signorie českého krále Jana. Severoitalské město Brescia mu nabídlo vládu za příslib ochrany. Během následujícího čtvrt roku se přidala další více než desítka měst. Jan musel v roce 1333 signorii rozprodat, neboť se dostal do těžkostí s vydržováním vojska.
- Založen kartuziánský klášter Gaming.
- Bulhaři v čele s carem Michaelem III. byli rozdrceni Srby v bitvě u Velbǎždu, Bulharsko sice neztratilo žádná jemu přímo podřízená teritoria, ale neobhájilo proti Srbsku své nároky na makedonské oblasti. Již nebylo schopné zastavit srbský postup do těchto oblastí, které byly dříve součástí Bulharského carství a v nichž hraničily srbské a západobulharské dialekty.
- Karel IV. se stává generálním místodržitelem v severoitalské lucemburské signorii
- První písemné zmínky o Krupce jako o městě: Jan Lucemburský daroval Krupku rodu Koldiců (věrní spojenci českých panovníků).
- První písemná zmínka o Považské Bystrici.
- Vilnius, hlavní město Litvy, získal městský znak, který mu byl udělen v sedmém roce jeho existence.

## Narození
- 15. června – Eduard, anglický princ, účastník stoleté války († 8. června 1376)
- 4. července – Ašikaga Jošiakira, japonský šógun († 1367)
- 25. listopadu – Ludvík II. Flanderský, flanderský hrabě († 30. ledna 1384)
- ? – Čchang Jü-čchun, čínský generál († 9. srpna 1369)
- ? – Feng Šeng, čínský vojevůdce († 22. února 1395)
- ? – Marie Navarrská, aragonská královna jako manželka Petra IV. († 29. dubna 1347)
- ? – Tereza Lourenço, milenka portugalského krále Petra I. († ?)
- ? – Eufémie Sicilská, sicilská princezna († 21. února 1359)
- ? – Johann I. z Leuchtenberka, bavorský lankrabě († 23. listopadu 1407)
- ? – Kökö Temür, čínský vojevůdce († 1375)
- ? – Luo Kuan-čung, čínský spisovatel († 1400)
- ? – Čchen Jou-ting, čínský voják a politik za dynastie Jüan († 1368)
- ? – Jean de Liège, vlámský sochař († 1381)

#### Pravděpodobně narození
- Francesc Eiximenis, katalánský spisovatel a františkánský mnich († 23. dubna 1409)

## Úmrtí

#### České země
- 28. září – Eliška Přemyslovna, česká královna (* 1292)

#### Svět
- 13. ledna – Fridrich I. Sličný, rakouský vévoda a římský král (* 1289)
- 21. ledna – Johana II. Burgundská, francouzská a navarrská královna jako manželka Filipa V. (* 1294)
- 31. ledna – Jan I. z Namuru, francouzský šlechtic a namurský markrabě (* 1267)
- 19. března – Edmund z Woodstocku, 1. hrabě z Kentu, anglický princ (* 1301)
- 25. března – Alžběta Dolnobavorská, rakouská vévodkyně (* cca 1306)
- 12. června – Isabela Aragonská, rakouská vévodkyně a římská královna jako manželka Fridricha I. Habsburského (* cca 1300)
- 26. července – Eufémie Pomořanská, dánská královna jako manželka Kryštofe II. (* cca 1285)
- 25. srpna – Sir James Douglas, skotský partyzán (* 1286)
- 18. listopadu – Werner z Orselnu, velmistr řádu německých rytířů (* kolem 1280)
- 29. listopadu – Roger Mortimer, anglický hrabě a regent (* 1287)
- ? – Manfréd IV. ze Saluzza, italský šlechtic a markrabě ze Saluzza (* 1262)
- ? – Lorenzo Maitani, italský sochař, architekt a stavitel (* kolem 1275)
- ? – Maximos Planudes, byzantský gramatik a teolog (* kolem 1260)

## Hlavy státu
Jižní Evropa
- Iberský poloostrov
  - Aragonské království – Alfons IV. Dobrý
  - Kastilské království – Alfons XI. Spravedlivý
  - Portugalské království – Alfons IV. Statečný

- Itálie
  - Benátská republika – Francesco Dandolo
  - Mantova – Ludovico, Kapitán lidu
  - Papežský stát – Jan XXII.

Západní Evropa
- Anglické království – Eduard III.
- Skotské království – David II. Skotský
- Francouzské království – Filip VI. Valois

Severní Evropa
- Dánské království – Kryštof II. Dánský
  - Šlesvické vévodství – Gerhard I. » Valdemar V.
- Švédské království – Magnus II.
- Norské království – Magnus VII.

Střední Evropa
- Svatá říše římská – Ludvík IV. Bavor x Fridrich Sličný
  - České království – Jan Lucemburský
    - Vratislavské knížectví – Jindřich VI. Dobrý
    - Lehnické knížectví – Boleslav III. Marnotratný
    - Svídnické knížectví – Boleslav II. Malý a Jindřich II. Svídnický
    - Minsterberské knížectví – Boleslav II. Minsterberský
    - Javorské knížectví – Jindřich I. Javorský
    - Zaháňské knížectví – Jindřich IV. Věrný
    - Olešnické knížectví – Konrád I. Olešnický
    - Stínavské knížectví – Jan Stínavský
    - Hlohovské knížectví – Přemysl II. Hlohovský
    - Bytomské knížectví – Vladislav Bytomsko-Kozelský
    - Kozelské knížectví – Vladislav Bytomsko-Kozelský
    - Seveřské knížectví – Vladislav Bytomsko-Kozelský
    - Falkenberské knížectví – Boleslav I. Falkenberský
    - Opolské knížectví – Boleslav II. Opolský
    - Střelecké knížectví – Albert Střelecký
    - Ratibořské knížectví – Lešek Ratibořský
    - Těšínské knížectví – Kazimír I. Těšínský
    - Osvětimské knížectví – Jan I. Scholastik
    - Opavské knížectví – Mikuláš II. Opavský

  - Holštýnsko-rendburské vévodství – Gerhard III.
  - Hrabství holandské – Vilém III.
  - Brabantské vévodství – Jan III.
- Polské království – Vladislav I. Lokýtek
- Uherské království – Karel I. Robert

Východní Evropa
- Litevské velkoknížectví – Gediminas
- Moskevské velkoknížectví – Ivan I. Kalita
- Bulharské carství – Michal III. Šišman – Ivan Štěpán
- Valašské knížectví – Basarab I.
- Byzantská říše – Andronikos III. Palaiologos

Blízký východ a sever Afriky
- Kyperské království – Hugo IV. Kyperský
- Mamlúcký sultanát – an-Násir Muhammad
- Osmanská říše – Orhan I.

Asie
- Čínské císařství – Tug Temür

Afrika
- Habeš – Amda Sion I.
- Říše Mali – Mansa Musa I.